# Силвија Коста
Силвија Коста Акоста-Мартинез (шп. Silvia Costa Acosta-Martínez; Ла Палма, 4. мај 1964) је бивша кубанска атлетичарка, специјалиста за скок увис.

## Каријера
Као јуниорка Силвија Коста је поред скока увис, скакала удаљ, трчала на 100 метара и 100 метара са препонама. У тим дисциплинама је имала запажене резултате. Била је јуниорска првакиња (У-17) на Првенству Средље Америке и Кариба у скоку увис, сребрна на 100 м и пета у скоку удаљ. У старијим категоријама такмичила се само у скоку удаљ. На првенству Средње Америке и Кариба побеђивала је 1981, 1985, 1989. а на Играма Средње Америке и Кариба 1982 и 1986. На истим играма 1990. је била друга.
У 1985. освојила је на Светским атлетским играма у дворани 1985. у Паризу бронзану медаљу у скоку у вис са 1,90 м. Треће место је делила са још две такмичарке Деби Брил (Канада) и Данута Булковска (Пољска). Да овог такмичења настало је 1987. Светско првенство у дворани.
У Барселони 1989. постигла је лични рекорд од 2,04 м. Пре ње само су три атлетичарке прескочиле ову висину: Стефка Костадинова, Људмила Андонова и Тамара Бикова.
На Олимпијским играма у Барселони 1992 Коста је завршила на шестом месту. Велики међународни успех постигла на Светском атлетском првенству у Штутгарту 1993. Са прескоћеном висином од 1,97 м, освојила је сребрну медаљу иза земљакиње Јоамнет Кинтеро (1,99 м) и пре Зигрид Кирхман из Аустрије, која је имала исту висину као и Коста.

## Значајнији резултати
- четворострука првакиња Кубе у скоку увис – 1986, 1987, 1988, 1994[1]

| Година | Такмичење                          | Место                                 | Пласман | Рез. | Детаљи |
| ------ | ---------------------------------- | ------------------------------------- | ------- | ---- | ------ |
| 1979   | Превенство Средње Америке и Кариба | Гвадалахара                           |         | 1,80 |        |
| 1981   | Превенство Средње Америке и Кариба | Санто Доминго, Доминиканска Република |         | 1,85 |        |
| 1983   | Панамеричке игре                   | Каракас, Венецуела                    |         | 1,88 | [ 2 ]  |
| 1983   | Летња универзијада                 | Едмонтон, Канада                      |         | 1,98 | [ 3 ]  |
| 1983   | Светско првенство                  | Хелсинки, Финска                      | 10.     | 1,84 |        |
| 1985   | Светске атлетске игре у дворани    | Париз, Француска                      |         | 1,90 |        |
| 1985   | Превенство Средње Америке и Кариба | Насау, Бахаме                         |         | 1,88 |        |
| 1985   | Летња универзијада                 | Кобе, Јапан                           |         | 2,01 | [ 3 ]  |
| 1986   | Првенство Ибероамерике             | Хавана, Куба                          |         | 1,84 |        |
| 1987   | Панамеричке игре                   | Индијанаполис, САД                    |         | 1,92 | [ 4 ]  |
| 1987   | Светско првенство                  | Рим, Италија                          | 4       | 1,96 |        |
| 1988   | Првенство Ибероамерике             | Мексико Сити, Мексико                 |         | 1,97 |        |
| 1989   | Превенство Средње Америке и Кариба | Сан Хуан, Порторико                   |         | 1,85 |        |
| 1989   | Летња универзијада                 | Дуизбург, Западна Немачка             |         | 1,91 | [ 3 ]  |
| 1992   | Првенство Ибероамерике             | Севиља, Шпанија                       |         | 1,93 |        |
| 1992   | Олимпијске игре                    | Барселона, Шпанија                    | 6.      | 1,94 |        |
| 1993   | Светско првенство                  | Торонто, Канада                       | = 7     | 1,94 |        |
| 1993   | Светско првенство                  | Штутгарт, Немачка                     |         | 1,97 |        |
| 1994   | Игре добре воље                    | Санкт Петербург, Русија               |         | 1,95 | [ 5 ]  |
| 1995   | Панамеричке игре                   | Мар дел Плата, Аргентина              |         | 1,91 | [ 4 ]  |

## Лични рекорди
на отвореном — 2,04 м, Барселона, 7. септембар 1989.
у дворани — 1,94 м Торонто, 13. март 1993
Рекорд на отвореном био је истовремено национални и континентални рекорд. Контнентални је опстао 21 годину. Поправила га је за 1 цм. 26. јуна 2010. Шонте Хауард из САД. Национални је још увек актуелан.